# Річки Львівської області
Територією Львівської області протікає 2 522 річки загальною протяжністю 11 574,55 км. Найбільше річок належить до басейнів Дністра (52 %) і Західного Бугу (28 %), і незначна частина — до басейну Сяну (12 %) та Стира (8 %). 
Річки належать до басейнів двох морів: Балтійського (річки західної частини області) та Чорного (річки східної частини). Це зумовлене тим, що через Львівську область проходить Головний європейський вододіл. Основні річки басейну Балтійського моря (в межах області) — Сян і Західний Буг; основні річки басейну Чорного моря — Стир (притока Прип'яті) і Дністер. 
Річки південної частини області протікають серед гір та північно-східних відногів Українських Карпат, тому є типово гірськими річками. Річки центральної та північної частини області належать до рівнинних річок. 

## Перелік річок за сточищем

### Балтійське море
Притоки Сяну:
- Ріка — права
- Вігор — права
  - Вирва — права
  - Бухта (річка) — права
- Вишня — права
  - Вишенька — ліва
  - Раківка — права
    - Глинець — права

  - Січня — ліва
    - Трощанка — ліва
    - Сікониця — права

  - Хоросниця — права
- Шкло — права
  - Терешка — права
  - Гноєнець — ліва
  - Віжомля — права
  - Ретичин — права
    - Липовець — права
- Любачівка (Завадівка) — права
  - Смердех — права
  - Рибна (Блех) — права
  - Солотва — права
    - Смолинка — права
    - Суха Липа — права

Притоки Західного Бугу:
- Золочівка — ліва
- Полтва — ліва
  - Білка — права
    - Марунька — ліва
    - Кишиця — права

  - Перегноївка — права
    - Якторівський потік — ліва
    - Тимковецький — ліва

  - Яричівка — ліва
  - Думниця — ліва
    - Капелівка — права
      - Млинівка

  - Гологірка — права
    - Вільшаниця — права
- Слотвина — права
- Рокитна — права
- Горпинка — ліва
- Кам'янка — ліва
- Холоївка — права
- Рата — ліва
  - Телиця — права
  - Мощанка — права
    - Річка — права
    - Марунька — ліва

  - Біла — права
    - Кунинський — права
    - Жабник — права

  - Свиня — права
    - Деревнянка — ліва
      - Кислянка — права
        - Червенець — ліва

  - Желдець — права
  - Болотня — ліва
- Солокія — ліва
  - Річиця — ліва
- Білий Стік — права
- Спасівка — права
- Варяжанка — ліва

### Чорне море
Притоки Стиру:
- Радоставка — ліва
- Острівка — ліва
- Бовдурка — права
- Старий Рів — ліва
- Слонівка — права
  - Ситенька — права
- Лошівка — ліва
- Судилівка — ліва
- Іква — права

Притоки Дністра:
- Мшанка — ліва
- Ясеничка — права
- Топільничка — права
- Лінинка — ліва
- Яблунька — ліва
- Крем'янка — права
- Ореб — права
  - Солониця — ліва
- Стривігор — ліва
  - Ясениця — права
  - Струга — ліва
  - Млинівка — права
    - Рудний — ліва

  - Болозівка — ліва
    - Хлівисько — права
    - Болотна — ліва
- Верещиця — ліва
  - Стара Ріка (Домажир) — ліва
    - Зимна Вода — ліва

  - Струга — права
- Бистриця Тисменицька — права
  - Опака — права
  - Ступнянка — права
  - Черхавка — ліва
    - Спринька — права
    - Блажівка — ліва
      - Волянка — права

  - Тисмениця — права
    - Лошань — права
    - Раточина — ліва
    - Вишниця — права
    - Солониця — права
    - Бар — ліва
    - Трудниця — ліва
      - Бронці — права

    - Лютичина — права
- Літнянка — права
- Козушин — ліва
- Нежухівка (Колодниця) — права
  - Уличанка — ліва
- Щирка — ліва
  - Ставчанка — права
- Зубра — ліва
- Вівня — права
- Колодниця — ліва
- Куна — права
- Іловець — ліва
- Стрий — права
  - Сможанка — права
  - Гуснянка — ліва
    - Кривка — права

  - Либохора (Либохірка) — ліва
  - Гнила — ліва
    - Яворівка — ліва

  - Завадка — права
    - Довжанка — ліва

  - Яблунька — ліва
    - Літмир — ліва
    - Писана — права

  - Ясінка — права
  - Східничанка — ліва
  - Рибник — права
    - Рибник Майданський — ліва
    - Рибник Зубриця — ліва

  - Крушельниця — права
  - Велика Річка — права
    - Мала Річка — права

  - Опір — права
    - Ровина — ліва
    - Славка — права
    - Рожанка — права
    - Головчанка — ліва
      - Укерник (Бринівка, Бримувка) — ліва

    - Цигла (Либохорка) — права
    - Яхистів — ліва
    - Кобилець — ліва
    - Зелем'янка — права
    - Гребеновець — права
    - Орява — ліва
      - Бутивля — ліва

    - Дубрівка — ліва
    - Павлів — права
    - Чудилів — права
    - Кам'янка — права

  - Тишівниця — права
  - Стинавка — ліва
  - Жижава — права
  - Тейсарівка — ліва
- Луг — ліва
  - Боберка — ліва
    - Кривуля — ліва

  - Давидівка — права
    - Суходілка — права
- Бережниця  — права
- Любешка — права
- Свіча — права
  - Лущава — права
  - Сукіль — ліва
    - Гериня — права

  - Тур'янка — права
  - Нічич — права
  - Крехівка — ліва
    - Махлинець — ліва

  - Дубравка — права
- Лютинка — права
- Свірж — ліва
  - Любешка — права
- Гнила Липа — ліва
  - Студений Потік (верхів'я) — ліва
  - Нараївка (верхів'я) — ліва
- (Золота Липа)  — ліва, в межах Тернопільської області
  - Західна Золота Липа — права
  - Східна Золота Липа — ліва
    - Махнівка — ліва
- (Стрипа)  — ліва, в межах Тернопільської області
  - Західна (Мала) Стрипа (верхів'я) — права
  - Головна Стрипа (верхів'я)
- (Серет)  — ліва, в межах Тернопільської області
  - Серет Правий (пригирлова частина) — права
    - В'ятина — ліва

  - Серет Макропільський (Луг, Грабарка)
  - Серет Лівий — ліва
    - Серет Малий — права